# تاريخ أرمينيا العسكري
يتعلق تاريخ أرمينيا العسكري المبكر بموقع المرتفعات الأرمنية بين الدول الهلنستية، ولاحقًا بالإمبراطورية البيزنطية غربًا والإمبراطورية الفارسية شرقًا. قامت مملكة أرمينيا بسلسلة من الكفاحات المتكررة من أجل الاستقلال عن بلاد فارس أو روما، تبعتها غزوات متجددة إلى كل من الإمبراطوريتين المجاورتين. اتسمت الفترة التي تلت الغزوات الإسلامية في القرن السابع، وصولًا إلى القرن الخامس عشر، بهيمنة إمبراطوريات أخرى، مثل الخلافة العربية الإسلامية التعاقبية، والإمبراطورية السلجوقية، والإمبراطورية الإلخانية، والإمبراطورية التيمورية، والآق قويونلو، والقراقويونلو، وغيرها. تحققت بعض فترات الاستقلال العسكري الأكبر في ظل باغراتيد أرمينيا، وممكلة أرمينيا الصغرى رغم كونها واقعة خارج المرتفعات الأرمنية.
منذ بداية القرن السادس عشر، وقع شرق أرمينيا تحت حكم السلالات الإيرانية المتعاقبة، أي الصفويين، تلاهم الأفشاريين والقاجاريين. على طول القرن السادس عشر، وبصورة حاسمة في معاهدة زهاب (1639)، صار غرب أرمينيا خاضعًا للحكم العثماني. ومع ذلك، بين القرن السادس عشر ومنتصف القرن السابع عشر، نشب العديد من الحروب العثمانية الفارسية على كلا الجزئين من أرمينيا في محاولة من كلا المتنافسَين لتوسيع أراضيه. حارب الكثير من الأرمنيين في الجيوش العثمانية والإيرانية لقرون.
بعد خسارة الحرب في عام 1828، تنازل قاجاريو إيران عن شرق أرمينيا للإمبراطورية الروسية. بالتالي، منذ العام 1828 فصاعدًا، عادت أرمينيا التاريخية مرة أخرى إلى موقعها بين إمبراطوريتين هما الإمبراطورية العثمانية والإمبراطورية الروسية. أثناء أحداث الإبادة الجماعية للأرمن، قاوم العديد من الأرمن أفعال الحكومة التركية وحملوا السلاح.
في عام 1991، وقتما جرى تأسيس جمهورية أرمينيا عقب تفكك الاتحاد السوفييتي، اعتُبرت العلاقات العدائية مع جمهورية أزربيجان المجاورة ونزاع ناغورني قره باغ القضايا العسكرية الأهم في أرمينيا.

## العصور القديمة

### سلالة أرتاكسياد
أُنشئت دولة أرمنية هلنستية في عام 190 ق.م حكمتها سلالة أرتاكسياد. في ذروة سطوتها، انتشرت أرمينيا الكبرى على أجزاء مما صار اليوم القوقاز، وتركيا، وسوريا، ولبنان. بعد توسعها تحت قيادة ديكرانوس الثاني، واجهت جمهورية روما. رغم أنها فقدت استقلالها لفترة وجيزة، لكنها أعادت إثبات وجودها في المنطقة في ظل السلالة الأرشكية الأرمنية. منذ ذاك الحين فصاعدًا، حاول كل من الروم والفرس إنشاء علاقات وثيقة مع الأرمن. مع أن السلالة الأرشكية كانت من أصل إيراني، لكنها قطعت علاقاتها مع بلاد فراس وقتما تسلمت السلالة الساسانية المنافسة الحكم، وأكثر وقتما اعتنقت أرمينيا المسيحية في عام 301. أثناء حكم الفرس لهم، وفي عام 451، قاتل الأرمن معركة أواراير ضد الفرس بغية مقاومة التحوّل القهري إلى الزرادشتية. برغم الهزيمة العسكرية، سمح الفرس للأرمن في أعقاب المعركة بممارسة المسيحية بحرية.

### جيش ديكرانوس الثاني
جمع ديكرانوس الثاني جيشًا كبيرًا سعيًا لتوسيع حدود أرمينيا.
وفقًا لمؤلف سفر يهوديت، ضمّ جيشه عربات و12,000 فارس، يرجح أنه يقصد سلاح الفرسان الثقيل أو الكاتافراكت، الذي شاع استخدامه عند السلوقيين والفرثيين. كان لديه 120,000 من المشاة و12,000 من النبّالة الفرسان أيضًا، الذين كانوا سمة مهمة من سمات الجيش الفرثي كذلك. كما كان الحال عند السلوقيين، كان جلّ جيش ديكرانوس من الجنود المشاة. ذكر المؤرخ اليهودي يوسيفوس وجود ما حصيلته 500,000 رجل، بما فيهم تبع المعسكر. وهؤلاء هم الجمال، والحمير، وبغال حمل الأمتعة؛ وعدد لا يُحصى من الأغنام، والأبقار، والماعز من أجل مؤونة الطعام التي كانت وافرة لكل من الرجال، والكثير من الذهب والفضة. بالنتيجة، كان الجيش الأرمني الزاحف «قوة ضخمة غير منتظمة، أكثر من أن تُعد، كالجراد أو كغبار الأرض». وهكذا، لم يكن مختلفًا عن الجحافل الشرقية. بصرف النظر، لم تكن الجيوش الكبادوكية، والإغريقية الفينيقية، والنبطية ندًا لهذا العدد الهائل من الجنود. مع ذلك، شكل الجيش الروماني المنظم بفيالقه تحديًا أكبر بكثير أمام الأرمن.
يُلحظ أن الأرقام التي أعطاها المؤرخون الإسرائيليون عن ذلك الوقت مبالغ بها على الأرجح، بالنظر لحقيقة أن يهود السلالة الحشمونية قد خسروا حربهم ضد ديكرانوس.
كتب فلوطرخس أن النبّالة الأرمنيين كانوا يصيبون في مقتل عن مسافة 200 متر بأسهمهم الدقيقة. أعجب الروم بشجاعة الروح القتالية للخيالة الأرمن، قلب الجيش الأرمني الصلد، واحترموهم. كتب المؤرخ الروماني سالوست أن سلاح الخيالة الأرمني كان «بارزًا بجمال خيوله ودروعه». اعتُبرت الخيول في أرمينيا، منذ العصور القديمة عزّ المقاتل والجزء الأكثر أهمية منه.

### سلاح الخيالة الأرمني
استخدمت أرمينيا الخيالة الأرمن، كما فعلت الممالك أو الإمبراطوريات المجاورة كمملكة البنطس، وفرثيا، وبلاد فارس والإمبراطورية الرومانية.

كتب تشابو:
«يُحيّرنا ما يقولونه عن الأرمن. كيف يمكن لهؤلاء القوم الجبليين أن يطوروا هكذا سلاح خيالة كان قادرًا على مقارعة خيالة الميديين؟ ثمة أمر أكيد وهو أن أرمينيا كانت مصدرًا للخيول الأصيلة الممتازة. اكتشف شعب هذه البلاد أن الخيول لم تكن مجرد قيمة اقتصادية، بل يمكن الاستفادة منها في أغراض عسكرية».
في بلاد فارس الساسانية، مُنح الأرمن منزلة مشابهة للنخبة «السافاران» في الجيش الفارسي. كانت معدات سلاح الخيالة الأرمني مشابهة لقرينتها لدى السافاران. قاتلت وحدات الخيالة الأرمنية المناصرة للساسانية تحت الراية الساسانية وكان مسموحًا لهم دخول العاصمة الملكية، طيفسون. في الحقيقة، كُرّم الأرمن على خدماتهم. مثلًا، منح كسرى الثاني الجنرال سمبات باغراتوني تكريمًا واهتمامًا خاصين. في عام 619، وبسبب نصره على الأتراك الذين كانوا مقيمين في آسيا الوسطى آنذاك، مُنح هدايًا، كالأرواب باذخة الزينة، وإمرة عدد من الحرس الملكي خاصة الملك. رفّعه كسرى الثاني إلى الرتبة الثالثة بين نبلاء البلاط. علاوة على ذلك، قدم الأرمن المناصرين للساسانية مشاة وسلاح خيالة خفيف ممتازين، وكانوا يشتهرون باستخدام المقاليع لصد خيالة العدو، والرماح للقتال القريب.

## بداية القرون الوسطى

### أرمينيا في الإمبراطورية البيزنطية
إبان الاحتلال البيزنطي لغرب أرمينيا، اعتُبر الأرمن عنصرًا هامًا من الجيش البيزنطي. نتيجة لذلك، جرى تشجيعهم على الاستيطان في مناطق بعيدة من الإمبراطورية البيزنطية كي يؤدوا خدمتهم هناك. مثلًا، في القرن السادس، حث الإمبراطور موريكيوس الأرمن على الاستيطان حول بيرغامون في غرب الأناضول. تزايدت أهمية القوات الأرمنية شيئًا فشيئًا مع اقتراب القرن السابع؛ فقد شكل 2000 منهم نخبة سلاح خيالة مدرع على جبهة الدانوب ضد الآفار، وهم قوم بدويون كانوا يغزون أوروبا. ودافع آخرون عن قسطنطينية التي كانت العاصمة الإمبراطورية.
في القرن السادس، نجح نارسيس، وهو أحد أعظم جنرالات الإمبراطور جوستينيان الأول، بإعادة احتلال إيطاليا من القوط الشرقيين إلى جانب عدة انتصارات أخرى.